# 鹿の国
『鹿の国』（しかのくに）は、2025年（令和7年）1月2日に公開された諏訪信仰を主題とした日本映画、ドキュメンタリー映画。

## 概要
長野県諏訪地方の日本最古の神社の一つ諏訪大社の現在も続く祭礼と、生贄としての鹿たち。
600年前に途絶えた謎の中世の「御室神事」の再現で構成されている。
NHK番組「新日本風土記」「にっぽん百名山」「さわやか自然百景」「日本の名峰」や、ネパールやチベットで生と死の文化を追ってきた弘理子監督の初の劇場公開長編作品。
「倭文 旅するカジの木」「チロンヌプカムイ イオマンテ」等、映像民俗学作品を手がけてきた北村皆雄がプロデューサーを務める。
イメージアートはアーティストの大小島真木。
神事で披露される芸能は現代日本民謡歌手の中西レモンと能楽の喜多流の謡い手の吉松章。
諏訪地方観光連盟の「諏訪シネマズ」認定作品。
弘理子監督は2025年、人形浄瑠璃文楽の「本朝廿四孝奥庭狐火の段」や諏訪信仰など諏訪をテーマとした短編映画「ＳＵＷＡ」を制作、YouTubeで無料公開をしている。

## あらすじ
冬の3ヶ月の「御室神事」の間、御室と呼ばれる穴蔵に籠められた生き神、大祝となった少年に神霊・精霊ミシャグジが降ろされる。
その前で数々の芸能が繰り広げられた。そして春の4月御頭祭で大祝に75頭の鹿の首が捧げられる。

## 関連書籍
- ヴィジュアルフォークロア『映画「鹿の国」 公式ガイドブック』[10]（2025年）
- 古部族研究会（今井野菊他）『日本原初考 古代諏訪とミシャグジ祭政体の研究』 人間社文庫 (2017年) ISBN 978-4908627156
- 古部族研究会（伊藤富雄他）『日本原初考2 古諏訪の祭祀と氏族』人間社文庫(2017年)ISBN 978-4908627163
- 古部族研究会（田中基他）『日本原初考 諏訪信仰の発生と展開』 人間社文庫(2017年)ISBN 978-4908627170
- 山本ひろ子『諏訪学』国書刊行会 (2018年)ISBN 978-4336062543
- 田中基『増補新装版 縄文のメドゥーサ: 土器図像と神話文脈』現代書館 (2023年)ISBN 978-4768459522
- 中沢新一『精霊の王 』講談社学術文庫(2018年)ISBN 978-4 062924788
- 北沢房子『諏訪の神様が気になるの 古文書でひもとく諏訪信仰のはるかな旅』信濃毎日新聞社(2020年)ISBN 978-4784073542
- スワニミズム（石埜三千穂他） 編『スワニミズム 第3号 特集：ミシャグジ再起動』(2017年)[11]
- スワニミズム 編『スワニミズム 第4号 特集：ミシャグジ再起動II』[12](2018年)
- 岩澤知子『諏訪胎蔵会 公開シンポジウム 中世の諏訪を見つめる 講演録』(2024年)
- 『公式ガイドブック 長野県 諏訪 神仏プロジェクト 神様 仏様 社寺』地域商社SUWA(2022年)